# Renntech

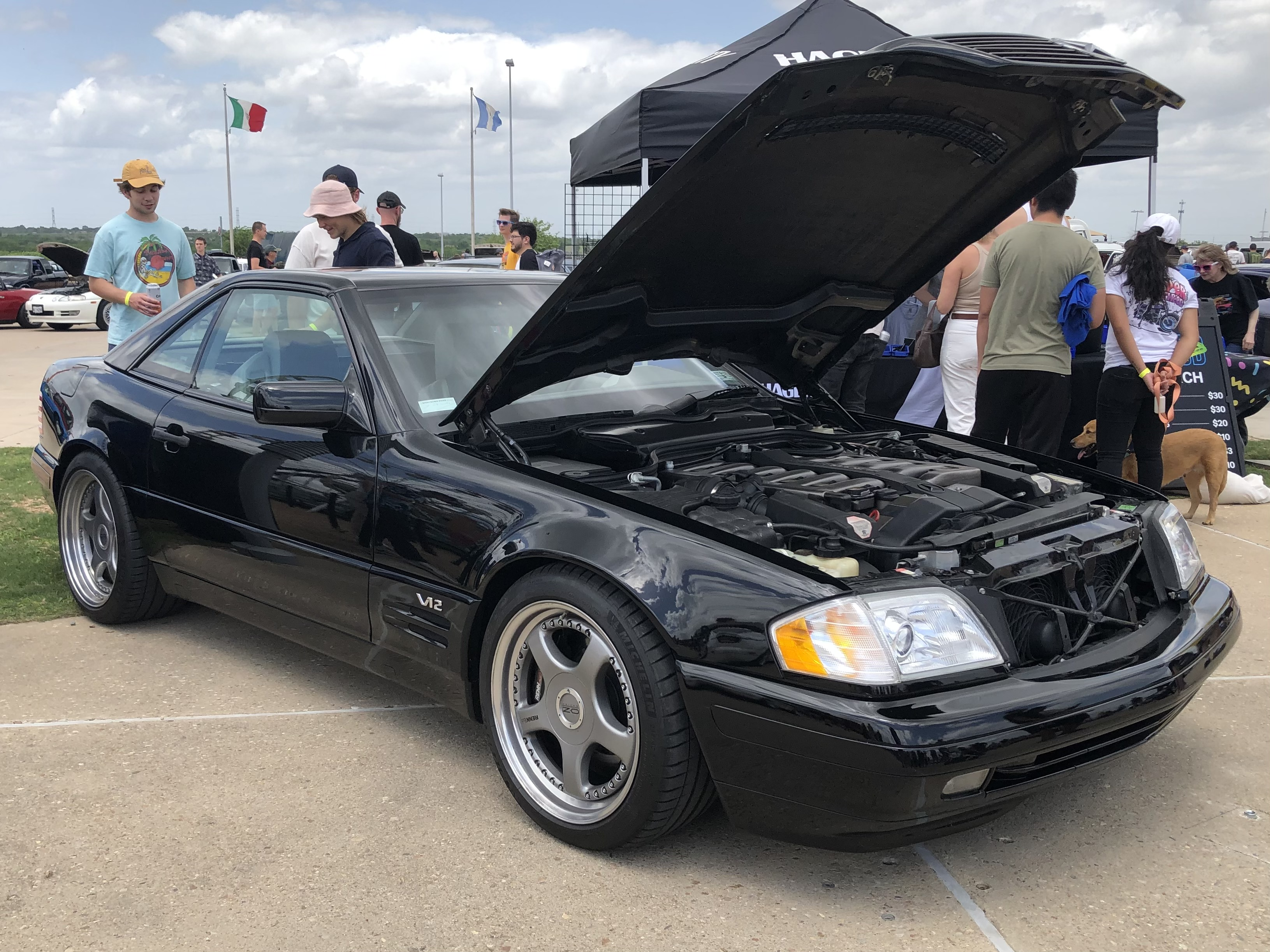
1997 Mercedes-Benz SL600 RENNTech SL74

Renntech (stylisé RENNtech) est un préparateur automobile spécialiste des automobiles Mercedes-Benz.
L'entreprise a été créée à Stuart en Floride en 1989 par Hartmut Feyhl.